# Crypturodesmus robustior
Crypturodesmus robustior är en mångfotingart som beskrevs av Carl Graf Attems 1943. Crypturodesmus robustior ingår i släktet Crypturodesmus och familjen kuldubbelfotingar. Inga underarter finns listade i Catalogue of Life.